# 笹口 (新潟市)
笹口（ささぐち）は、新潟県新潟市中央区の町字。現行行政地名は笹口一丁目から笹口三丁目と大字笹口。住居表示は一丁目から三丁目は未実施区域、大字笹口は実施済み区域。郵便番号は950-0911。

## 概要
栗ノ木川下流左岸に位置する、江戸期から1889年（明治22年）の新田名。笹口新田の区域の一部。JR新潟駅南地区を構成する地域の一つ。

### 隣接する町字
北から東回り順に、以下の町字と隣接する。
大字
- 長嶺町
- 西馬越
- 南笹口
- 笹口（町丁）

町丁
- 長嶺町
- 笹口（大字）
- 南笹口
- 天神
- 花園

## 歴史

### 分立した町字
南笹口（みなみささぐち）
1978年（昭和53年）に分立。
鐙（あぶみ）
1959年（昭和34年）に分立。
鐙西（あぶみにし）
1978年（昭和53年）に分立。

### 年表
- 1627年（寛永4年） - 開発。[6]
- 1889年（明治22年）4月1日 - 町村制施行に伴い中蒲原郡女池村の大字となる。
- 1901年（明治34年）11月1日 - 女池村が中蒲原鳥屋王村と合併し、鳥屋野村の大字となる。
- 1943年（昭和18年）5月3日 - 鳥屋野村が新潟市へ編入され、新潟市の大字となる。
- 2007年（平成19年）4月1日 : 新潟市の政令指定都市移行により、中央区の大字・町丁となる。

## 笹口 (大字)
1889年（明治22年）から現在（2014年）までの大字。1970年（昭和45年）の町名整理から外れた後、1980年代後半に住居表示が施行された。街区符号が設定されており、町名表示は「笹口x番x号」となっている。
主な企業、施設
- 新潟市立笹口小学校
- 諏訪神社

## 笹口 (町丁)
1970年（昭和45年）の町名整理により設けられた町名。新潟県道51号新潟黒埼インター笹口線（笹出線）北側、新潟駅南口から向かって東側の一帯にあたる地域である。1970年に設けられた「一丁目」から「三丁目」の3町名では住居表示が行われておらず、町名以降の街区符号は設定されていない。このため3町名の表示は「笹口x丁目x番地x」となっている。

### 一丁目
- プラーカ新潟

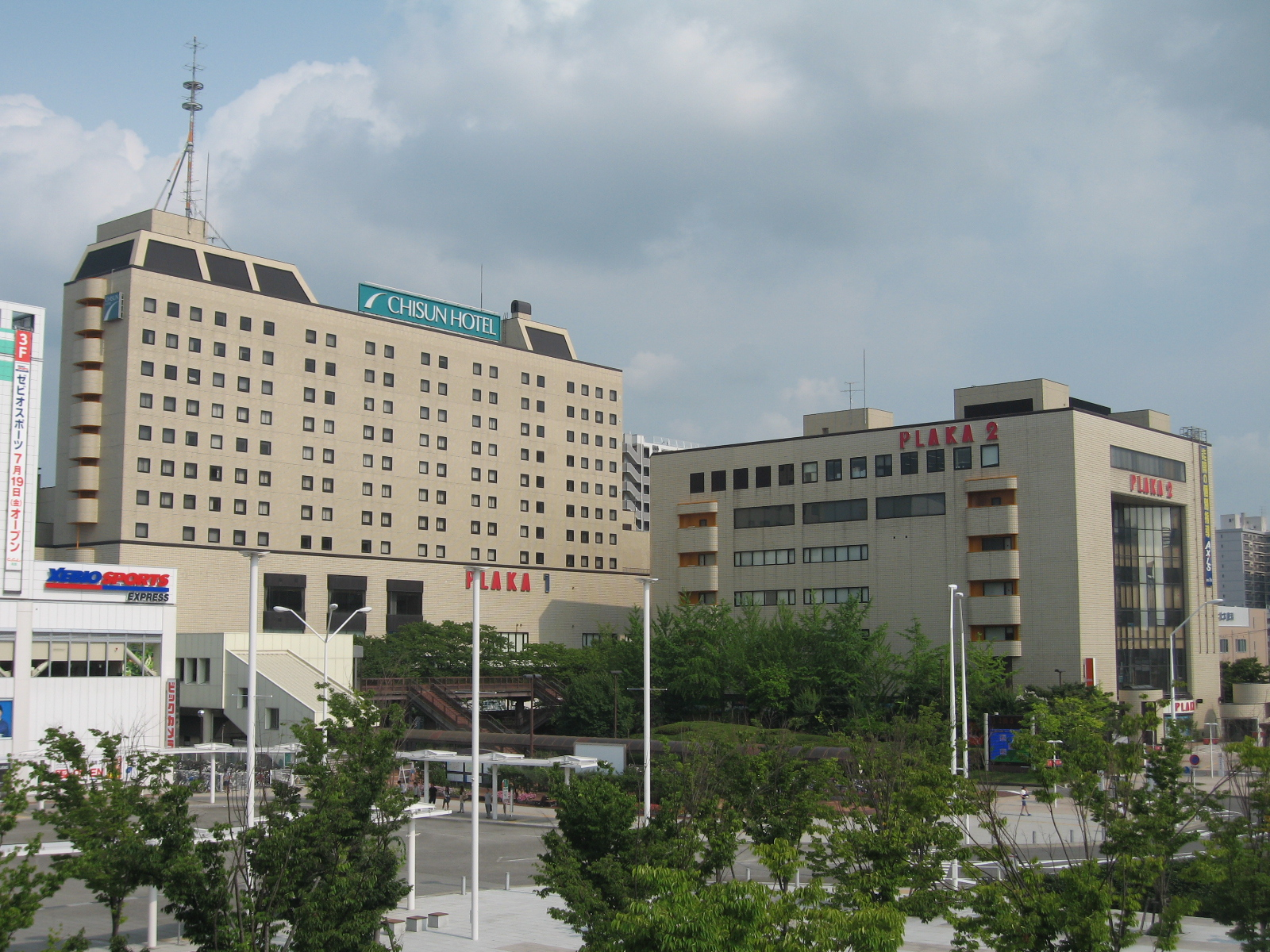
プラーカ1とプラーカ2。

  - チサンホテル&コンファレンスセンター新潟（プラーカ1、3階 - 12階）
  - ジュンク堂書店新潟店（プラーカ1、1階 - 地下1階、プラーカ2の地下1階と連結）
- 新潟県司法書士会館
- 新潟県行政書士会館
- ホテルターミナルイン
- ターミナルアートイン
- 太陽公園

### 二丁目
- Honda Cars 新潟中央
- JOYSOUND笹口店
- ユニバーサルエンターテインメント新潟営業所
- 国債ペットワールド専門学校
- 新潟医療福祉カレッジ
- のぞみ公園

### 三丁目
- 笹口公園
  - 大年神社

## 世帯数と人口
2018年（平成30年）1月31日現在の世帯数と人口は以下の通りである。
| 大字・丁目 | 世帯数    | 人口    |
| ---------- | --------- | ------- |
| 笹口       | 458世帯   | 771人   |
| 笹口一丁目 | 274世帯   | 380人   |
| 笹口二丁目 | 285世帯   | 414人   |
| 笹口三丁目 | 414世帯   | 747人   |
| 計         | 1,431世帯 | 2,312人 |

## 小・中学校の学区
市立小・中学校に通う場合、学区は以下の通りとなる。
| 大字・丁目 | 番地 | 小学校             | 中学校               |
| ---------- | ---- | ------------------ | -------------------- |
| 笹口       | 全域 | 新潟市立笹口小学校 | 新潟市立東新潟中学校 |
| 笹口一丁目 | 全域 | 新潟市立笹口小学校 | 新潟市立東新潟中学校 |
| 笹口二丁目 | 全域 | 新潟市立笹口小学校 | 新潟市立東新潟中学校 |
| 笹口三丁目 | 全域 | 新潟市立笹口小学校 | 新潟市立東新潟中学校 |

- 笹口一丁目10～15、23・24番地は、申請により新潟市立万代長嶺小学校、新潟市立宮浦中学校へ就学できる地域。

## 交通
- 新潟市道駅南線（けやき通り）
  - 年末年始は、歩道に植栽されたケヤキ並木にイルミネーションが施される「NIIGATA光のページェント」が実施される
- 新潟市道南2-159号、新潟市道笹口紫竹山線（都市計画道路弁天線）
  - 国道8号（新潟バイパス）・弁天ICまで約5分
  - 国道7号・8号（新潟バイパス）、国道49号（亀田バイパス）・紫竹山ICまで約8分
- 新潟県道51号新潟黒埼インター笹口線（笹出線）